# Vleeshal (Mechelen)

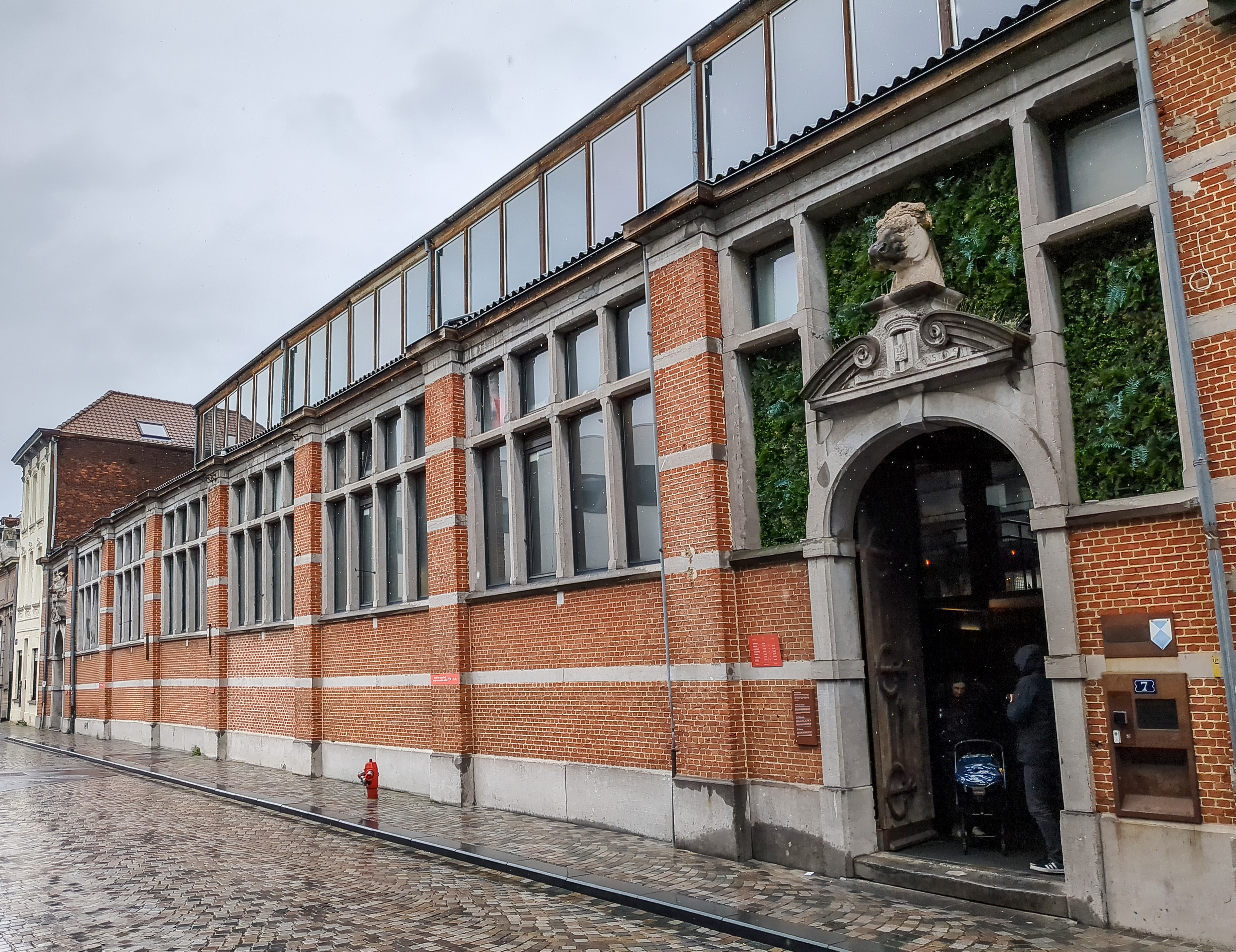
De Vleeshal

De Mechelse Vleeshal (ook wel Vleeshalle) werd in 1881 gebouwd door de Mechelse stadsarchitect Victor Louckx ter vervanging van de vroegere Vleeshal van 1319 op de IJzerenleen.
Het monument is beschermd en ligt in de Huidevettersstraat in een rustige woonwijk in het centrum van Mechelen. Momenteel doet het gebouw dienst als markthal met op het gelijkvloers verschillende foodstandjes en op de eerste verdieping winkeltjes met kleding, meubels en accessoires. Het interieur van de Vleeshalle werd vormgegeven door interieurarchitecte Anneke Crauwels.
Kenmerkend voor het gebouw zijn de twee rundskoppen aan zowel de ingang als uitgang. Aan de ingang bevindt zich een stierenkop en aan de uitgang een koeienkop. Onder de rundskoppen staat het Mechelse stadswapen met het opschrift 'In Fide Constans' ('Standvastig in het geloof').

## Galerij

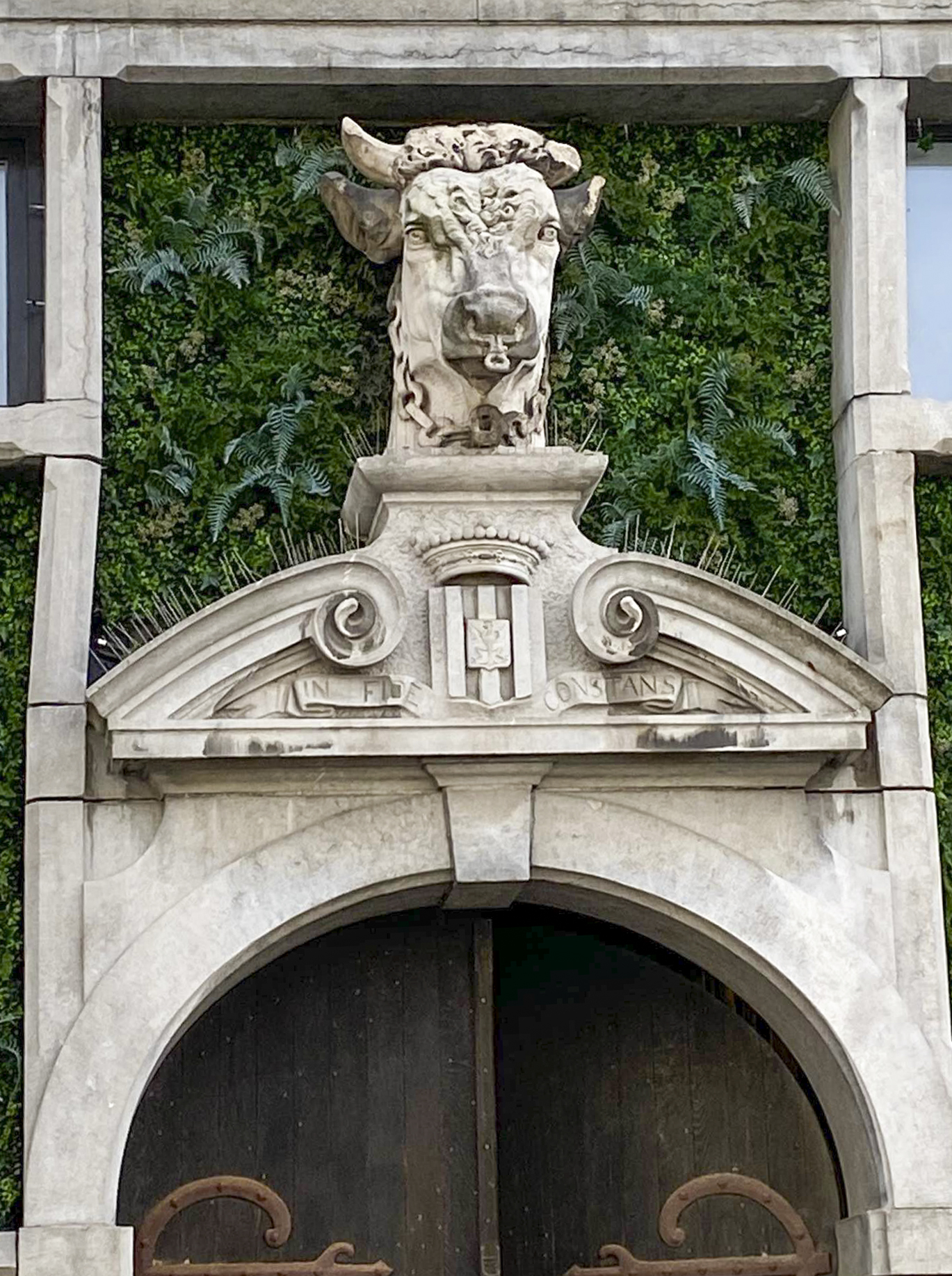
De kenmerkende stierenkop met daaronder het stadswapen
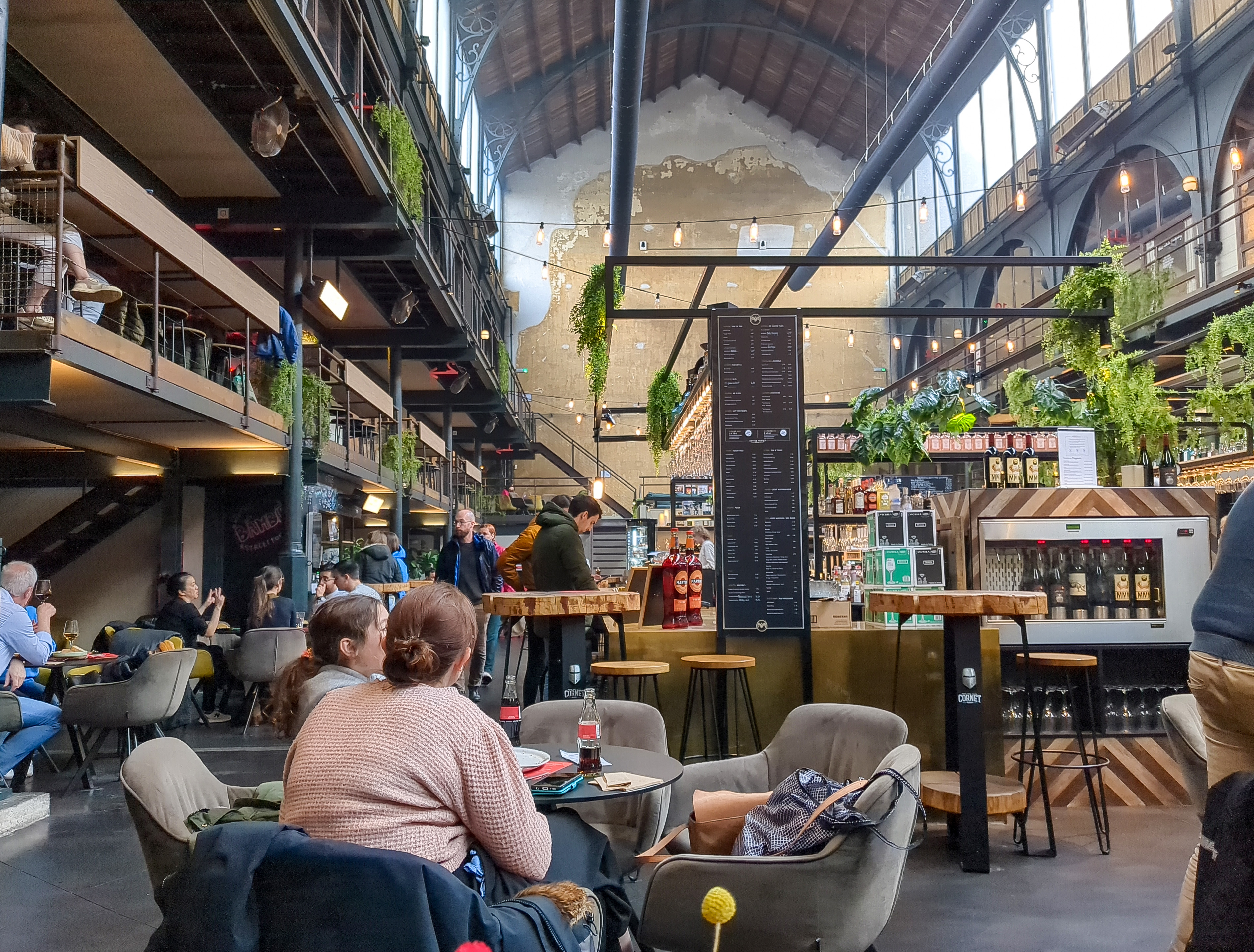
Interieur
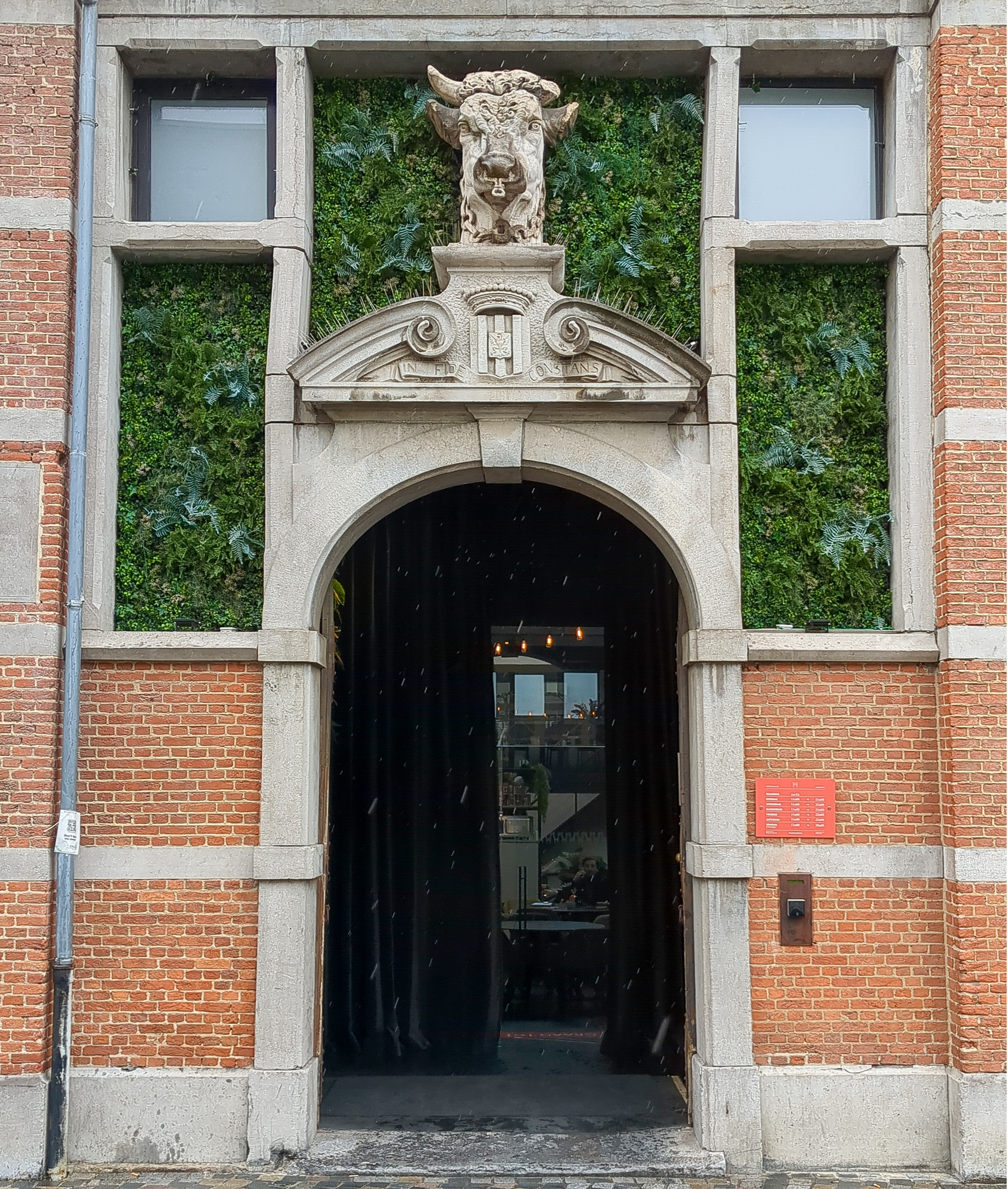
Een ingang